# Pseudicius sitticulosus
Pseudicius sitticulosus är en spindelart som beskrevs av Peckham, Peckham 1909. Pseudicius sitticulosus ingår i släktet Pseudicius och familjen hoppspindlar. Inga underarter finns listade i Catalogue of Life.